# Manuel Mendes (Schriftsteller)

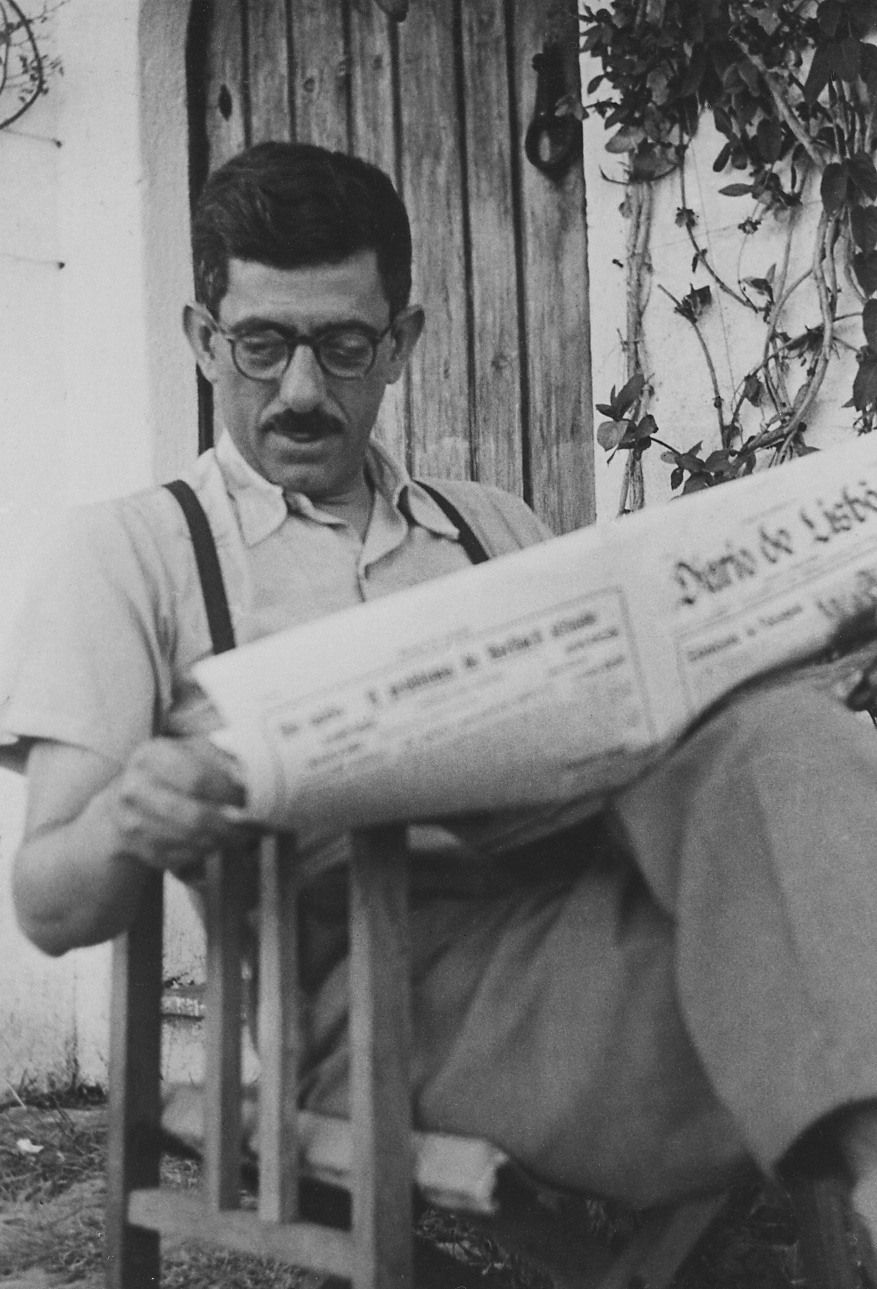
Manuel Mendes, 1944

Manuel Mendes (* 18. Januar 1906 in Lissabon; † 7. Mai 1969 ebenda) war ein portugiesischer Schriftsteller.

## Leben
Mendes studierte in Lissabon Literaturgeschichte. Im Jahr 1931 musste er die Universität verlassen, da er sich an einem Studentenstreik beteiligt hatte. Er arbeitete dann für die Zeitschrift Seara Nova und gehörte 1945 zu den Mitbegründern der politischen Bewegung Movimento de Unidade Democrática.
Als Schriftsteller verfasste er Werke, die sich mit kunst- und literaturwissenschaftlichen Themen befassten sowie Erzählungen.

## Werke (Auswahl)
- Bairro, Erzählungen, 1945
- Estrada, Erzählungen, 1952
- Pedro, Erzählungen, 1954
- Alvorada, Erzählungen, 1955
- Das zweite Buch des Wohnviertels, Erzählungen, 1958
- Das dritte Buch des Wohnviertels, Erzählungen